# اس‌اس رمزی تاون
اس‌اس رمزی تاون (به انگلیسی: SS Ramsey Town) یک کشتی بود که طول آن  330'9" بود. این کشتی  در سال ۱۹۰۴ ساخته شد.